# 福本直之
福本 直之（ふくもと なおゆき、1939年2月13日 - ）は、日本のフランス中世文学者。創価大学名誉教授。フランス中世文学、語学専攻。『狐物語』が専門。妻は福本秀子。日本文体論学会常任理事。国際動物叙事詩学会名誉会長。

## 略歴
京都府生まれ。1963年大阪市立大学文学部仏文科卒、1970年京都大学大学院文学研究科博士課程満期退学。パリ大学文学博士。創価大学助教授、教授。2010年定年退任、名誉教授。

## 著書
- Le roman de Renart. Branches I et Ia editees d’apres les manuscrits C et M. France Tosho 1974
- 『第二外国語のフランス語』三修社 2000

### 翻訳など
- Le roman de Renart. t.1‐2.Edite d’apres les manuscrits C et M, par Naoyuki Fukumoto [et al.].フランス図書 1983‐85
- アシル・リュシェール『フランス中世の社会 フィリップ=オーギュストの時代』東京書籍 1990
- レジーヌ・ペルヌー,マリ=ヴェロニック・クラン『ジャンヌ・ダルク』東京書籍 1992
- レジーヌ・ペルヌー,ジャン・ギャンペル,レイモン・ドラトゥーシュ共著『「産業」の根源と未来 中世ヨーロッパからの発信』樺山紘一共訳 農山漁村文化協会 1995
- 『狐物語』鈴木覚,原野昇共訳 白水社、1996　岩波文庫 2002
- 『狐物語 2』鈴木覚, 原野昇共訳 溪水社 2003
- アラン・サン=ドニ『聖王ルイの世紀』白水社 文庫クセジュ 2004
- テレーズ・シャルマソン『フランス中世史年表 四八一～一五一五年』白水社 文庫クセジュ 2007
- J.F.ミュラシオル『フランス・レジスタンス史』白水社 文庫クセジュ 2008
- 『フランス中世文学名作選』松原秀一,天沢退二郎,原野昇編訳 篠田勝英,鈴木覺,瀬戸直彦,細川哲士,横山安由美共訳 白水社 2013

## 論文
- <福本直之